# Rückführungsabkommen
Ein Rückführungsabkommen, Rückübernahmeabkommen oder Rücknahmeabkommen ist ein völkerrechtlicher Vertrag zwischen zwei Ländern, der die erzwungene Rückkehr ausreisepflichtiger Personen in das Herkunftsland regelt, wenn diese nicht im Besitz eines gültigen Reisepasses oder eines Personalausweises sind. Es regelt sowohl die Identifizierung als auch die Rückübernahme der betreffenden Personen.
Es kann sich auch – wie bei den EU-Rückübernahmeabkommen – um ein Abkommen zwischen einem Staatenverbund und einem anderen Staat handeln.
Von der Rückführung in den Herkunftsstaat ist die Überstellung Asylsuchender in einen anderen Mitgliedstaat der Europäischen Union im sog. Dublin-Verfahren und die Zurückweisung an der Grenze in einen sicheren Drittstaat zu unterscheiden (§ 18 Abs. 2 AsylG).

## Politische Hintergründe
Sind Herkunftsländer an einer wirtschaftlichen und allgemeiner einer politischen Zusammenarbeit mit den Zielländern interessiert, können Verträge ausgehandelt werden, die beiden Seiten entgegenkommen. So kann zum Beispiel die Rücknahme der eigenen Staatsbürger und im Gegenzug die Gewährung von Geldern für die wirtschaftliche und technische Entwicklung, die Zusage von Visa-Kontingenten oder die Gewährung politischer Vorteile ausgehandelt werden.
Gerald Knaus, Gründer der Denkfabrik Europäische Stabilitätsinitiative, geht davon aus, dass allein schon die Existenz eines Rücknahmeabkommens die Migration und Flucht hemmt, da Menschen wissen, dass ihre Reise am Ende wieder im Herkunftsland enden kann. Als Beispiel führt er an, dass nach Abschluss einer Vereinbarung zwischen den USA und Kuba, bei der Kuba bessere Bedingungen für USA-Visa zugesprochen wurden, die Zahl der Bootsflüchtlinge, die in Richtung Florida in See stachen, drastisch gesunken sei, und zwar von über 30.000 im Jahr auf 500 im Jahr. Knaus betont, dass im Sinne einer EU-Migrationspolitik ähnliche Verhandlungen seitens der EU mit Ländern wie Nigeria, Senegal oder Gambia zu führen seien.

## Europäische Union
Innerhalb von Europa fielen etliche bilaterale Rückführungsabkommen durch das Schengener Abkommen und die Regelungen nach Dublin-Verordnung weg.
Auffällig sind die Unterschiede zwischen den Rückführungsabkommen zwischen Spanien und Italien. Während Spanien (vgl. Ceuta) über keine Rückführungsabkommen verfügt, kann Italien illegale Einwanderer wieder ausweisen, wenn kein Grund zum Asyl besteht.
2012 erklärte der Europäische Gerichtshof für Menschenrechte, dass eine 2009 im Rahmen des damaligen Rückführungsabkommens mit Libyen erfolgte Rückführung der Flüchtlinge nach Tripolis die Europäische Menschenrechtskonvention verletzt hatte (Fall Hirsi).
Die Richtlinie 2008/115/EG (Rückführungsrichtlinie) von 2008 enthält gemeinsame Normen und Verfahren, die in den Mitgliedstaaten bei der Rückführung illegal aufhältiger Drittstaatsangehöriger im Einklang mit den Grundrechten als allgemeinen Grundsätzen des Gemeinschafts- und des Völkerrechts, einschließlich der Verpflichtung zum Schutz von Flüchtlingen und zur Achtung der Menschenrechte, anzuwenden sind.

### EU-Rückübernahmeabkommen
Im Rahmen der Gemeinsamen Einwanderungspolitik kann die Union mit Drittländern Übereinkünfte über eine Rückübernahme von Drittstaatsangehörigen in ihr Ursprungs- oder Herkunftsland schließen, die die Voraussetzungen für die Einreise in das Hoheitsgebiet eines der Mitgliedstaaten oder die Anwesenheit oder den Aufenthalt in diesem Gebiet nicht oder nicht mehr erfüllen (Art. 79 Abs. 3 AEUV).
EU-Rückübernahmeabkommen (EU-RÜA) verpflichten die Vertragsparteien zur Rückübernahme ihrer Staatsangehörigen sowie – unter bestimmten Bedingungen – von Drittstaatsangehörigen und Staatenlosen. Sie legen zudem Regeln für die Durchführung der Rückführung fest.
Bis zum Februar 2018 sind von der EU auf der Grundlage von Art. 79 Abs. 3 AEUV siebzehn Rückübernahmeabkommen mit Drittstaaten abgeschlossen worden: Das mit Kasachstan am 10. Dezember 2009 geschlossene Abkommen ist bislang noch nicht in Kraft getreten.
| Drittstaat              | Inkrafttreten     |
| ----------------------- | ----------------- |
| Hongkong                | 1. März 2004      |
| Macau                   | 1. Juni 2004      |
| Sri Lanka               | 1. Mai 2005       |
| Albanien                | 1. Mai 2006       |
| Russland                | 1. Juni 2007      |
| Ukraine                 | 1. Januar 2008    |
| Mazedonien              | 1. Januar 2008    |
| Bosnien und Herzegowina | 1. Januar 2008    |
| Montenegro              | 1. Januar 2008    |
| Serbien                 | 1. Januar 2008    |
| Moldau                  | 1. Januar 2008    |
| Pakistan                | 1. Dezember 2010  |
| Armenien                | 1. März 2011      |
| Georgien                | 1. Januar 2014    |
| Aserbaidschan           | 1. September 2014 |
| Türkei                  | 1. Oktober 2014   |
| Kap Verde               | 1. Dezember 2014  |

Der Rat der Europäischen Union hat der Europäischen Kommission Mandate für die Verhandlung weiterer Rückübernahmeabkommen erteilt. Konkrete Verhandlungen laufen bereits mit Marokko, China, Tunesien und Nigeria. Sie sind bisher noch nicht abgeschlossen worden. Mit den Staaten Algerien und Jordanien, für die die Kommission ebenfalls Verhandlungsmandate erhalten hat, laufen derzeit keine Verhandlungen.
EU-RÜA haben Vorrang vor bilateralen Abkommen. Bilaterale Abkommen gelten entsprechend nur, insoweit sie nicht im Widerspruch zu den EU-RÜA stehen und die EU-RÜA Regelungslücken lassen.
Zusätzlich zu Rückübernahmeabkommen hat die EU mit einigen Drittländern Rückkehrvereinbarungen geschlossen, mit denen – so der Europäische Rat und der Rat der Europäischen Union – „dasselbe Ziel verfolgt wird“.
Im Entwurf der Abschlusserklärung des EU-Gipfels vom Oktober 2017 hieß es, „alle relevanten EU-Politiken, Instrumente und Werkzeuge“ seien als „Hebel“ für die Verhinderung illegaler Migration und die Rückführung irregulärer Migranten zu mobilisieren. Umgekehrt haben Drittstaaten in Verhandlungen um EU-Rücknahmeübereinkommen Visaliberalisierungen und Tourismus- und Migrationsmöglichkeiten verlangt. Es hat auch Überlegungen zu Sanktionen seitens der EU-Staaten gegeben, um Drittstaaten zu einer Zusammenarbeit zu bewegen.

### Deutschland
Bestimmungen über die Aufenthaltsbeendigung (Ausweisung und Abschiebung) finden sich im Aufenthaltsgesetz (§§ 50 ff. AufenthG) und im Asylgesetz (§§ 34 ff. AsylG). Mit dem Gesetz zur Verbesserung der Rückführung (Rückführungsverbesserungsgesetz) sollen die nationalen „gesetzlichen Regelungen, die Abschiebungsmaßnahmen verhindern oder zumindest erschweren, angepasst werden.“ Der entsprechende Gesetzentwurf wurde am 18. Januar 2024 abschließend im Deutschen Bundestag beraten. Die Änderungen traten am 27. Februar 2024 in Kraft.
Es entspricht internationalen Standards, dass für die Einreise in ein Land gültige Reisedokumente erforderlich sind. Besitzen Ausreisepflichtige keine Ausweispapiere, müssen die deutschen Behörden zunächst die Staatsangehörigkeit klären und Passersatzpapiere beschaffen. Dabei sind sie auf die Kooperation mit den Herkunftsländern angewiesen. Die in den letzten Jahren geschlossenen bilateralen Rücknahmeabkommen Deutschlands enthalten in der Regel die an bestimmte Voraussetzungen geknüpfte Verpflichtung zur Übernahme und Durchbeförderung von ausreisepflichtigen Personen, die nicht Staatsangehörige der jeweiligen Vertragspartner sind (Drittstaatsangehörige und staatenlose Personen).
Deutschland hat mit folgenden Ländern bilaterale Rückführungsabkommen vereinbart:
| Drittstaat                                | Inkrafttreten                                    |
| ----------------------------------------- | ------------------------------------------------ |
| Albanien                                  | 1. August 2003                                   |
| Algerien                                  | 12. Mai 2006                                     |
| Armenien                                  | 20. April 2008                                   |
| Benelux                                   | 1. Juli 1966                                     |
| Bosnien und Herzegowina                   | 14. Januar 1997                                  |
| Bulgarien                                 | 1. Mai 2006                                      |
| Dänemark                                  | 1. Juni 1956                                     |
| Estland                                   | 1. März 1999                                     |
| Frankreich                                | 1. Juli 2005                                     |
| Georgien                                  | 1. Januar 2008                                   |
| Guinea                                    | 6. Februar 2019                                  |
| Kasachstan                                | 1. Juni 2016                                     |
| Kroatien                                  | 14. November 2012                                |
| Kosovo                                    | 1. September 2010                                |
| Lettland                                  | 1. Februar 1999                                  |
| Litauen                                   | 1. Februar 2000                                  |
| Marokko                                   | 1. Juni 1998                                     |
| Nordmazedonien                            | 1. Mai 2004                                      |
| Norwegen                                  | 18. März 1955                                    |
| Österreich                                | 15. Januar 1998                                  |
| Rumänien                                  | 1. November 1992                                 |
| Rumänien (Rückübernahme von Staatenlosen) | 1. Februar 1999                                  |
| Schweden                                  | 1. Juni 1954                                     |
| Schweiz                                   | 1. Februar 1994 (Anwendung seit 1. Februar 1996) |
| Serbien                                   | 1. April 2003                                    |
| Slowakei                                  | 20. Mai 2003                                     |
| Südkorea                                  | 22. März 2005                                    |
| Syrien                                    | 3. Januar 2009                                   |
| Tschechien                                | 1. Januar 1995                                   |
| Ungarn                                    | 1. Januar 1999                                   |
| Vietnam                                   | 21. September 1995                               |

Durchbeförderungsabkommen bei zwangsweiser Rückführung bestehen mit Albanien, Nordmazedonien und Polen.
Die deutsche Bundesregierung wies im Dezember 2018 darauf hin, dass die Bedeutung von Rückübernahmeabkommen nicht überhöht werden dürfe. Die völkerrechtliche Verpflichtung aller Staaten, ihre eigenen Staatsangehörigen zurückzunehmen, bestehe ohnehin. Der Erfolg von Rückführungsmaßnahmen hänge letztendlich von der Einhaltung und der praktischen Umsetzung solcher Vereinbarungen auf Arbeitsebene ab.
Im Jahr 2023 wurde das Amt des Sonderbevollmächtigten der Bundesregierung für Migrationsabkommen geschaffen, zu dessen Aufgaben der Abschluss von Migrationsabkommen zählt. Das Ziel solcher Abkommen ist weniger die Rückführung bereits in Deutschland illegal befindlicher Personen als vielmehr die Reduzierung der irregulären und Förderung der regulären Migration. Ein deutsch-indisches Migrationsabkommen „zur Förderung der Mobilität von Studierenden, Auszubildenden und Fachkräften sowie zur gemeinsamen Bekämpfung irregulärer Migration und zur Rückführung nach klaren Verfahren“ wurde im Dezember 2022 unterzeichnet.

#### Beispiel
Das Protokoll zwischen der Bundesrepublik Deutschland und der Demokratischen Volksrepublik Algerien über die Identifizierung und die Rückübernahme enthält beispielsweise folgende Bestimmungen:
Die algerischen Behörden verpflichten sich, algerische Staatsangehörige, die sich illegal auf dem Hoheitsgebiet der Bundesrepublik Deutschland aufhalten, ohne besondere Formalitäten selbst dann zu übernehmen, wenn diese nicht im Besitz eines gültigen Reisepasses oder eines Personalausweises sind, unter der Voraussetzung, dass die algerische Staatsangehörigkeit dieser Personen dennoch nachgewiesen oder zumindest glaubhaft gemacht wird.
Zum Nachweis der algerischen Staatsangehörigkeit sind etwa ein abgelaufener algerischer Personalausweis und/oder Reisepass sowie eine Fotokopie oder ein Militärausweis (Wehrpass) geeignet, zur Glaubhaftmachung z. B. ein von einer algerischen Behörde ausgestellten algerischer Führerschein oder eine Fotokopie desselben.
Fehlen derartige Unterlagen, ist eine Anhörung der betreffenden Person in der Justizvollzugs- oder Abschiebehaftanstalt durch die algerischen Konsularbehörden vorgesehen. Bestätigt diese die algerische Staatsangehörigkeit oder begründet zumindest die „nachhaltige Vermutung“, wird die algerische konsularische Vertretung unverzüglich ein Heimreisedokument (laissez-passer) ausstellen.
Die Rückführung wird in der Regel auf dem Luftweg durchgeführt. Das Heimreisedokument wird daher der rückzuführenden Person von den zuständigen deutschen Behörden entweder zum Zeitpunkt ihres Eincheckens an einem deutschen Flughafen oder bei der Ankunft am Bestimmungsort (Flughäfen in Algier, Oran oder Constatine) ausgehändigt.
Können sich die algerischen Konsularbehörden nicht von der algerischen Staatsangehörigkeit überzeugen, nimmt die deutsche Seite diese Person unverzüglich und ohne Formalitäten wieder zurück.
Für eine zu Unrecht verweigerte Rücknahme sieht das Abkommen allerdings keine Sanktionen vor.